# KA Akureyri
KA Akureyri, plným originálním názvem Knattspyrnufélag Akureyrar, je islandský fotbalový klub z města Akureyri. Založen byl roku 1928. V roce 1989 získal svůj jediný mistrovský titul. V následující sezóně startoval v Poháru mistrů evropských zemí, kde vypadl v 1. kole s CSKA Sofia. Do Evropy se podíval ještě jednou, zahrál si Pohár vítězů pohárů 1970/71, vypadl v 1. kole s FC Zürich.